# 週末YY JUMPing
『週末YY JUMPing』（しゅうまつワイワイ ジャンピング）はテレビ東京系列局などで2009年10月10日から2011年3月26日まで放送されていたバラエティ番組。
前番組『Hi! Hey! Say!』に続き、パーソナリティをHey! Say! JUMPの薮宏太と八乙女光が務めている。

## 概要
2010年9月までは「明日できる! 週末の遊びナビ」をテーマに薮・八乙女がいろいろなことを体験する番組として、2010年10月からは「今や絶滅寸前、保護指定しなければ無くなるかもしれない昔懐かしい昭和以前のライフスタイル」を薮・八乙女に伝授し、平成生まれの二人を通して大事にしたい古き良き日本の楽しみ方を提案する番組としてリニューアルした。ロケーション撮影が中心で全編ハイビジョン収録である。
2011年3月26日で終了し、同年4月16日からは『ヤンヤンJUMP』が放送されている。

## パーソナリティ
- 薮宏太（Hey! Say! JUMP、『Hi! Hey! Say!』から続投）
- 八乙女光（Hey! Say! JUMP、『Hi! Hey! Say!』から続投）
- 繁田美貴 テレビ東京アナウンサー（2010年10月から担当）

## 声の出演
- ナレーション：阪井あかね（2010年9月まで）
- レトロボの声：ピエール瀧（2010年10月から）

## スタッフ
- 構成：伊藤正宏、黒岩勉、川上テッペイ、下河内一雄
- TD：田中圭介
- メイク：山田かつら
- 美術・照明協力：テレビ東京アート
- 技術協力：テクノマックス
- 制作協力：ジャニーズ事務所
- 編成：今井豪
- AP：橋本佳奈
- ディレクター：長谷川たかし、大島健彦、番秀一郎、森本泰介
- AD：村田知佳、竹内芙美、岩本悠希、田口諒
- 演出：神山祐人
- プロデューサー：松澤潤
- 製作著作：テレビ東京

## 放送局
日時は全て日本標準時。
前番組同様テレビ東京系列局5局の他、一部系列外局でも放送されていた。なお、前番組を放送していた局から岐阜放送が外れた他、2007年7月から当該枠を遅れネットで放送していたテレビ北海道は2010年12月26日を以って打ち切りとなったため、2011年10月22日に『ヤンヤンJUMP』の遅れネットを開始（事実上、当該枠のネット再開）するまでの約10ヶ月間、テレビ東京系列局で唯一前々番組以来（2007年6月以前と同様）の未放送地域となった。

### ネット局
| 放送対象地域   | 放送局         | 系列           | 放送日時                 | 遅れ日数 |
| -------------- | -------------- | -------------- | ------------------------ | -------- |
| 関東広域圏     | テレビ東京     | テレビ東京系列 | 土曜 18時30分 - 19時00分 | 制作局   |
| 大阪府         | テレビ大阪     | テレビ東京系列 | 日曜 6時54分 - 7時24分   | 7日遅れ  |
| 岡山県・香川県 | テレビせとうち | テレビ東京系列 | 火曜 7時30分 - 8時00分   | 10日遅れ |
| 愛知県         | テレビ愛知     | テレビ東京系列 | 土曜 12時30分 - 13時00分 | 35日遅れ |
| 福岡県         | TVQ九州放送    | テレビ東京系列 | 日曜 6時30分 - 7時00分   | 15日遅れ |
| 石川県         | 北陸放送       | TBS系列        | 月曜 15時56分 - 16時24分 | 37日遅れ |
| 奈良県         | 奈良テレビ     | 独立UHF局      | 日曜 18時30分 - 19時00分 | 8日遅れ  |
| 滋賀県         | びわ湖放送     | 独立UHF局      | 木曜 18時30分 - 19時00分 | 12日遅れ |
| 和歌山県       | テレビ和歌山   | 独立UHF局      | 土曜 8時30分 - 9時00分   | 35日遅れ |

### 途中で打ち切りとなったネット局
| 放送対象地域 | 放送局       | 系列           | 放送日時                 | 放送終了日     |
| ------------ | ------------ | -------------- | ------------------------ | -------------- |
| 北海道       | テレビ北海道 | テレビ東京系列 | 日曜 11時00分 - 11時30分 | 2010年12月26日 |